# Kepler-58 b
 (mai 2025).
Kepler-58 b est une exoplanète de type Jupiter tiède en orbite autour de la son étoile hôte Kepler-58, située à environ 3 161,27 années-lumière de la Terre.

## Caractéristiques physiques
L'exoplanète se distingue par sa masse modérée de 0,11 MJ, son rayon compact de 0,25 RJ et sa température élevée de 920 K.

## Orbite
Elle orbite à 0,09  unité astronomique de son étoile, une distance comparable à celle de Mercure dans le système solaire.

## Découverte
L'exoplanète a été découverte par la méthode des transits en 2012.

## Habitabilité
Les conditions d'habitabilité de cette exoplanète ne sont pas déterminées ou ne sont pas connues.